# Храм Чженьґо
Храм Чженьґо (спрощ.: 镇国寺; піньїнь: Zhèn Gúo Sì) — це буддійський храм, розташований за 10 км від Пін'яо, у селі Хадунцунь, у провінції Шаньсі в КНР. Найстаріший зал храму, Зал Ваньфо, було збудовано 963 року за часів династії Північна Хань, і є значущим завдяки представленню дуже великих кронштейнів що втримують дах та карнізи. Скульптури всередині залу є одними з небагатьох зразків буддійської скульптури X сторіччя в Китаї.

## Історія
Історія храму розпочинається 963 року, коли про записано факт завершення будівництва Залу Десяти тисяч Будд (Ваньфо-дянь, Wànfó diàn, 万佛殿). Дата записана на балці залу, а також її подає місцева історія повіту Пін'яо записана в XIX столітті. На стелі поставленій 1819 року також міститься ця дата. Зал Ваньфо є найстарішою з будівель храму Чженьґо, та єдиною з вцілілих будівель, що датується періодом короткочасної династії Північна Хань. Хоча про історію храму мало відомо, на стелах є записи про те, що його ремонтували 1540 та 1816 року. У 1997, разом з містом Пін'яо та храмом Шуанлінь, храм Чженґуо було внесено до списку Світової спадщини як «Стародавнє місто Пін'яо».

## Структура
Храм складається з двох головних залів та брами, з двома внутрішніми дворами між цими трьома будівлями. Увесь комплекс оточує стіна. Вхід до храму з південної сторони, Зал Тяньван (天王殿) слугує брамою храму. Наступний зал, на північ від цього — Зал Десяти тисяч Будд, а останнім з залів є Зал Саньфо (三佛殿), що датується періодом династії Цін. Північний двір також представляє два малі зали, що займають східну та західну сторони, що називаються Залом Ґуаньїнь (观音殿) та Залом Діцзан (地藏殿), обоє з яких датуються періодом династії Мін. Обабіч від залу Тяньван розташовані дві дзвіниці.

### Зал Десяти тисяч Будд
Найважливішим залом храму є Зал Десяти тисяч Будд (Ваньфо-дянь, Wànfó diàn, 万佛殿), одна з найстаріших дерев'яних будівель Китаю. Це тритравейний зал з однокарнізним вальмовим дахом зі щипцем майже квадратний за формою, 11,6 на 10,8 метрів та 8,8 м у висоту за розмірами. Незважаючи на невеликий розмір будівлі та риси, що дозволили б її ідентифікувати як звичайний зал (такі як колони що було йдуть прямо з підлоги, а не з п'єдесталу), структура насправді є досить складною. Спереду та вкінці залу є двері. На додачу, спереду залу є два вікна обабіч від дверей. Структуру підтримують 12 колон. Кутові та наколонні кронштейни, що втримують дах, 7 рангу — одного з найбільш комплексних та великих за Їнцзао Фаши. Ці кронштейни сягають майже 2,5 метрів висотою — 70% висоти колон. Кронштейни між колонами, що трапляються між кожними двома з них — 5-го рангу. У залу немає стелі, верхні та нижні стропила є відкритими. Ненсі Штайнхардт припускає що комплексні кронштейни у що інакше було б скромною будівлею були намаганням правителів династії Північна Хань збудувати величні споруди при обмежених ресурсах.
Зал містить одинадцять скульптур з періоду династії Північна Хань. Це єдині з китайських скульптур цього періоду, що збереглись за межами печер Моґао. У залі є головна статуя Шак'ямуні оточена Бодхісаттвами та Небесних королів.
|             |
| Зал Тяньван |

|             |
| Зал Тяньван |

|             |
| Зал Тяньван |

|            |
| Зал Ваньфо |

|            |
| Зал Ваньфо |

|            |
| Зал Ваньфо |

|            |
| Зал Ваньфо |

|            |
| Зал Ваньфо |

|            |
| Зал Ваньфо |

|            |
| Зал Ваньфо |

|            |
| Зал Ваньфо |

|                              |
| Статую всередині Залу Ваньфо |

|            |
| Зал Діцзан |

|              |
| Зал Ґуаньїнь |

|            |
| Зал Саньфо |